# Bangweu
Bangweu (encore appelé Bangoue, Bangweuh) est un quartier du village Bamena (Cameroun, dans le département du Ndé), en pays Bamiléké.

## Histoire
Le village possède une chefferie dite de 3e degré, selon la hiérarchie des chefferies traditionnelles au Cameroun.

## Géographie
Le paysage est un paysage de relief; accidenté comme dans la plupart des villages (quartiers) en pays Bamiléké.

Les chutes de Bamena se trouvent sur les terres du village (quartier) Bangweu.

### Situation
Bangweu est un quartier situé au sud-ouest de Bamena; limitrophe avec les villages Batchingou à l'ouest et Balengou au sud.
De Bangweu, par beau temps, on a une vue du profil des sommets du mont Batcha.
|                                       | Bamena (Ntap) |                   |
| Batchingou, et vue sur le Mont Batcha | Bangweu       | Bamena (LahNgweu) |
|                                       | Balengou      |                   |

### Climat

#### Pluies
| Mois                | jan. | fév. | mars | avril | mai   | juin  | jui.  | août | sep.  | oct.  | nov. | déc. | année   |
| ------------------- | ---- | ---- | ---- | ----- | ----- | ----- | ----- | ---- | ----- | ----- | ---- | ---- | ------- |
| Précipitations (mm) | 2,8  | 19,6 | 77,9 | 140,1 | 152,4 | 123,2 | 138,8 | 201  | 260,2 | 252,4 | 46,8 | 4,2  | 1 419,4 |

## Infrastructures
Le village Bangweu 
- Est relié à l'extérieur par la route qui descend du centre du village et passe par la chefferie de Bamena pour rejoindre Balengou.
- Un autre route désenclave le quartier en venant de LahNgweu.
- De Bangweu, on peut se rendre à Balengou au sud est ou Kassang par le sud ouest
- Possède une paroisse protestante.
- Est partiellement raccordé au réseau électrique public.
- Est non connecté au réseau public d'eau, l'approvisionnement de populations en eau se faisant dans les rivières alentour qui irriguent le village (quartier) ou par creusage de forage.
- Quelques élites y ont bâti des demeures de vacances.
- Le reste du village étant constitué de maisons et hameaux traditionnels en briques rouges ou crépies. Les toits étant pour la plupart des toits 'modernes' en aluminium. Quelques cases ; les plus modestes et celle pour les sacrifices aux crânes, demeurent avec des toits de chaumes.
- Une école primaire fonctionne à Bangweu.

### Lieux et monuments
- Chefferie de Bangweu
- Chutes de Bamena (5° 07′ 33″ N, 10° 24′ 53″ E) à Bangweu.

## Populations
Aucun recensement officiel n'ayant été réalisé pour les populations spécifiques de Bangweu, on pourrait estimer que quelque 300 âmes vivent dans le village.